# マリオ・マルトーネ
マリオ・マルトーネ（Mario Martone、1959年11月20日 - ） は、イタリアの映画監督、脚本家、演出家。

## 来歴
1970年代から演劇やオペラの演出家として活動し、1985年に短編『Nella città barocca』で映画監督としてデビュー。1992年に初の長編『Morte di un matematico napoletano』を発表。ヴェネツィア国際映画祭のコンペティション部門に出品され、審査員特別賞を受賞。ダヴィッド・ディ・ドナテッロ賞でも新人監督賞を受賞した。エレナ・フェッランテの作品を映像化し、1995年に発表した長編3作目の『愛に戸惑って』は第48回カンヌ国際映画祭に出品され、シカゴ国際映画祭では審査員特別賞を受賞した。その後も短編やドキュメンタリーを中心に10本以上の作品を製作する。
2010年、イタリア統一150周年を記念した歴史大作『われわれは信じていた』が第67回ヴェネツィア国際映画祭に出品され、日本でも翌2011年に開催された「イタリア映画祭2011」で上映された。2014年の『レオパルディ』も第71回ヴェネツィア国際映画祭に出品された。

## 作品

### 長編
- Morte di un matematico napoletano（1992年）
- Rasoi（1993年）
- 愛に戸惑って（英語版） L'amore molesto（1995年） - エレナ・フェッランテ原作
- 戦争のリハーサル Teatro di guerra（1998年）
- Lulu（2001年）
- L'odore del sangue（2004年）
- われわれは信じていた Noi credevamo（2010年）[5]
- レオパルディ Il giovane favoloso（2014年）[6]
- カプリ島のレボリューション Capri-Revolution（2018年）[7]
- Il sindaco del rione Sanità（2019年）
- 笑いの王 Qui rido io（2021年）[8]
- ノスタルジア Nostalgia（2022年）[9]

### 短編・ドキュメンタリー
- Nella città barocca （1985年） 短編
- Perfidi incanti （1985年） テレビ映画
- Il desiderio preso per la coda （1986年） テレビ映画
- Veglia （1993年） 短編ドキュメンタリー
- Luciano Amelio/Terrae motus （1993年） テレビ・ドキュメンタリー
- Antonio Mastronunzio pittore sannita （1994年） 短編
- Voce all'intelligenza （1994年） 短編
- Una storia Saharawi （1996年） 短編ドキュメンタリー
- Badolato, 10 dicembre 1995. Per Antonio Neiwiller （1996年） 短編ドキュメンタリー
- La salita （1997年） 短編
- Appunti da Santarcangelo （1998年） 短編ドキュメンタリー
- La terra trema （1998年） テレビ・シリーズの1話
- Una disperata vitalità （1999年） ドキュメンタリー
- Un posto al mondo （2000年） ドキュメンタリー
- Nella Napoli di Luca Giordano （2001年） ドキュメンタリー
- I dieci comandamenti （2001年） テレビ映画
- Caravaggio, l'ultimo tempo （2005年） 短編ドキュメンタリー
- La meditazione di Hayez （2011年） 短編